# Lísicles (segle V aC)
Lísicles (en grec antic: Λυσικλῆς, llatí: Lysĭclēs), fill d'Abrònic, fou un militar atenès que va viure al segle v aC.
Junt amb quatre col·legues el van enviar l'any 428 aC amb dotze vaixells a recaptar diners entre els aliats de la lliga de Delos. Quan era a Cària, on havia desembarcat, i es trobava a la plana del riu Meandre, el van atacar els caris i els samis i va morir junt amb molts dels seus homes, segons Tucídides.
Podria ser el mateix Lísicles de qui parla Aristòfanes, qui l'anomena «comerciant d'ovelles», i diu que era el predecessor de Cleó al capdavant dels demagogs. Diu Aristòfanes que, a la mort de Pèricles, s'hauria casat amb la seva dona, Aspàsia de Milet, i haurien tengut un fill, Poristes, un personatge localment destacat a Atenes que, segons Èsquines, es devia a la influència d'Aspàsia.